# エストニア音楽アカデミーの人物一覧
エストニア音楽アカデミーの人物一覧は、エストニア音楽アカデミーに関係する人物の一覧記事。

## 著名な教職員

### 作曲家
- ヘイノ・エッレル
- アルトゥール・カップ
- ヴィレム・カップ
- エウゲン・カップ
- ライモ・カングロ
- ヴェリヨ・トルミス
- アルトゥール・レンバ

## 卒業生

### 声楽家
- 西村英将

### 作曲家
- ヴィレム・カップ
- エウゲン・カップ
- ライモ・カングロ
- ウルマス・シサスク
- レポ・スメラ
- エリッキ＝スヴェン・トゥール
- ヴェリヨ・トルミス
- ボリス・パルサダニアン
- アルヴォ・ペルト

### その他
- ネーメ・ヤルヴィ
- ペーテル・リリェ